# Agallas
Agallas là một đô thị ở tỉnh Salamanca, phía tây Tây Ban Nha, cộng đồng tự trị Castile-Leon. Agallas có diện tích 44,61 km2, dân số năm 2008 là 165 người.

## Biến động dân số
Biến động dân số Agallas trong thế kỷ 20.